# Вента
Вента (на литовски: Venta; произношение; на латвийски: Venta) е река протичаща по територията на Литва и Латвия, вливаща се в Балтийско море. Дължина 346 km, от които 168 km в Литва и 178 km в Латвия. Площ на водосборния басейн 11 811,1 km², които 67% са в Литва и 33% в Латвия.

## Географска характеристика

### Извор, течение, устие
Река Вента води началото си от езерото Вене, разположено на 167 m н.в., в западната част на Жамайтското възвишение, на около 8 km западно от литовския град Ужвентис. В горното си течение протича през Жамайтското възвишение в тясна и дълбока долина, в североизточна, северна и северозападна посока. В средното си течение между литовския град Мажейкяй и латвийския Кулдига посоката ѝ е предимно северна, като протича по равнинна и слабо хълмиста местност с множество малки прагове. При град Кулдига се намира ниският, но най-широк в цяла Европа водопад Вентас Румба. След град Кулдига започва долното ѝ течение, където навлиза в Курляндската равнина и става спокойна и пълноводна река. В град Вентспилс се влива в Балтийско море, като устието ѝ е укрепено и коригирано с предпазни диги.

### Притоци
Вента има 32 притока като 12 от тях са леви, а 20 сдесни. Пет от притоците ѝ се намират в Литва, като още два пресичат територията и на двете държави, а останалите 25 притока са в Латвия.
Леви притоци
| - Вирвица (131 km) (Литва) - Шеркешне (56 km) (Литва) - Вардува (96 km) (Литва) - Лосис (44 km) (Литва/Латвия) - Летижа (32 km) (Латвия) - Шкервелис (34 km) (Латвия) |  | - Коя (25 km) (Латвия) - Гарудене (15 km) (Латвия) - Енава (19 km) (Латвия) - Лейеюпе (19 km) (Латвия) - Падуре (19 km) (Латвия) - Наба (7 km) (Латвия) |

Десни притоци
| - Рингува (37 km) (Литва) - Вирвича (131 km) Литва - Вадаксте (82 km) (Литва/Латвия) - Заня (53 km) (Латвия) - Берзене (12 km) (Латвия) - Сумата (11 km) (Латвия) - Клуга (17 km) (Латвия) - Циецере (51 km) (Латвия) - Покансте (27 km) (Латвия) - Мазуое (14 km) (Латвия) |  | - Еда (38 km) (Латвия) - Риежупе (42 km) (Латвия) - Рудупе (18 km) (Латвия) - Абава (129 km) (Латвия) - Дзирнавупе (18 km) (Латвия) - Варжупе (33 km) (Латвия) - Камарце (22km) (Латвия) - Пацкуле (10 km) (Латвия) - Стандзе (9 km) (Латвия) - Вецвента (8 km) (Латвия) |

### Хидроложки показатели
Река Вента има ясно изразено пролетно пълноводие, когато нивото ѝ се повишава от 2,5 до 7 m и чести лятно-есенни прииждания в резултат от поройни дъждове. Среден годишен отток в устието 95,5 m³/s. Плавателна е до град Пилтине, но аколо 25 km от устието.

## Градове
По течението на реката на територията на Литва са разположени градовете: Ужвентис, Куршенай, Вянта, Виекшниай и Мажейкяй.
По течението на реката на територията на Латвия са разположени градовете: Скрунда, Кулдига и Вентспилс.